# Uruguayischer Peso
Der uruguayische Peso (ISO-4217-Code: UYU) ist die Währung von Uruguay. Ein uruguayischer Peso wird in 100 Centésimos eingeteilt. Im Umlauf sind Münzen zu 1, 2, 5, 10 und 50 Pesos sowie Banknoten im Wert von 20, 50, 100, 200, 500, 1000 und 2000 Pesos.
Der aktuelle Peso ersetzte am 1. März 1993 1000 neue uruguayische Peso (ISO 4217 UYN; Abkürzung urugN$). Der neue uruguayische Peso hatte wiederum im November 1973 den alten Peso auch im Tauschverhältnis 1000 zu 1 abgelöst.

## Bargeld: Münzen und Scheine
| Nennwert                | Vorderseite | Rückseite | Farbe | Motive | im Umlauf seit |
| ----------------------- | ----------- | --------- | ----- | ------ | -------------- |
| $20 (veinte pesos)      |             |           |       |        | 2015           |
| $50 (cincuenta pesos)   |             |           |       |        | 2015           |
| $100 (cien pesos)       |             |           |       |        | 2015           |
| $200 (doscientos pesos) |             |           |       |        | 2015           |
| $500 (quinientos pesos) |             |           |       |        | 2014           |
| $1.000 (mil pesos)      |             |           |       |        | 2014           |
| $2.000 (dos mil pesos)  |             |           |       |        | 2015           |